# Haplosporidiidae
Famille
Synonymes
- Haplosporiidae Caullery & Mesnil, 1899

Les Haplosporidiidae (syn. Haplosporiidae,) sont une famille de protistes de l’ordre des Haplosporida.

## Liste des genres
Selon l'IRMNG (30 août 2023) :
- Bonamia Pichot, Comps, Tigé, Grizel & Rabouin, 1980
- Haplosporidium Caullery & Mesnil, 1899
- Haplosporidium Lühe, 1900
- Mikrocytos Farley, Wolf & Elston, 1988
- Minchinia Labbé, 1896

Selon le World Register of Marine Species (30 août 2023) :
- Bonamia Pichot, Comps, Tigé, Grizel & Rabouin, 1980
- Haplosporidium Lühe, 1900
- Minchinia Labbé, 1896

Selon The Taxonomicon (30 août 2023), BioLib (30 août 2023) et le NCBI (30 août 2023) :
- Haplosporidium Caulery & Mesnil, 1899
- Minchinia (Lankester, 1895) Labbé, 1896

Selon le Catalogue of Life (30 août 2023) et l'ITIS (30 août 2023) :
- Haplosporidium

### Haplosporidiidae
- (en) BioLib : Haplosporidiidae M. Caulery & F. Mesnil, 1899 (consulté le 30 août 2023)
- (en) Catalogue of Life : Haplosporidiidae (consulté le 30 août 2023)
- (fr + en) GBIF : Haplosporidiidae (consulté le 30 août 2023)
- (en) IRMNG : Haplosporidiidae (consulté le 30 août 2023)
- (fr + en) ITIS : Haplosporidiidae (consulté le 30 août 2023)
- (en) NCBI : Haplosporidiidae (taxons inclus) (consulté le 30 août 2023)
- (en) Taxonomicon : Haplosporidiidae Sprague, 1979 (consulté le 30 août 2023)
- (en) WoRMS : Haplosporidiidae (+ liste espèces) (consulté le 30 août 2023)

### Haplosporiidae
- (en) WoRMS : Haplosporiidae Caullery & Mesnil, 1905 [non valide] (+ liste genres + liste espèces) (consulté le 30 août 2023)